# Ce qui reste
Pour le film, voir Ce qui reste (film).
Ce qui reste (titre original : Was bleibt) est un roman de Christa Wolf écrit en 1979 et publié en 1989.

## Résumé
Il s’agit de la description d’une journée de Christa Wolf lorsqu’elle était surveillée par la Stasi. Il s’agit ici non pas d'une filature mais plutôt d’une surveillance dans un but d’intimidation (Einschüchterung). Christa Wolf est constamment observée par trois hommes dans une voiture (une Wartburg) garée sur un parking face à son appartement. 
Elle raconte ainsi comment son appartement a été fouillé de telle sorte qu’elle comprenne qu’elle est surveillée (nombreuses traces de pas, miroir brisé…). La surveillance dont elle fait l’objet l’oblige à faire attention à ce qu’elle fait : mettre la radio quand elle parle de certains sujets, débrancher la prise du téléphone… Cette censure de ses actes va bientôt se doubler d’une censure intérieure au point d’en devenir schizophrène. Un dialogue va ainsi s'établir en elle entre « je » et « tu ».
Au fil du roman, elle devient de plus en plus obnubilée par la surveillance dont elle fait l’objet. Elle se demande si les trois hommes sont là, elle observe la couleur de la voiture, ce qu’ils font… Dans la rue, elle se demande si elle est suivie.
À la fin, lors d’une séance de lecture, elle se demande combien de spectateurs sont de la Stasi. Elle s’inquiète alors pour les spectateurs qui pourraient poser des questions embarrassantes pour eux (du fait de la présence de la Stasi).